# Jame
Jame é uma vila da Croácia, sob o município de Slunj, no condado de Karlovac.